# 후설 비원순 고모음
후설 비원순 고모음(後舌 非圓脣 高母音) 또는 후설 평순 폐모음(後舌 平脣 閉母音)은 홀소리의 하나이다. 이 음가를 반모음으로 발음하면 연구개 접근음이 된다.
- 이 홀소리는 혀의 위치를 닿소리가 되지 않을 정도로 뒤로 해서 발음하는 후설모음이다.
- 이 홀소리는 입술을 둥글게 하지 않고 발음하는 비원순모음이다.
- 이 홀소리는 닿소리가 되지 않을만큼 혀의 위치를 높게 해서 발음하는 고모음이다.

## 예
| 언어              | 철자        | 발음      | 뜻         |
| 태국어            | ขึ้น          | [kʰɯn˥˩]  | 올라가다   |
| 베트남어          | tư          | [tɯ]      | 네 번째의  |
| 스코틀랜드 게일어 | caol        | [kʰɯːl̪ˠ]  | 가는, 얇은 |
| 샹어              | 火 / xu     | [xɯ]      | 불         |
| 투르크멘어        | ýaşyl       | [jɑːˈʃɯl] | 초록의     |
| 키르기스어        | кыз         | [qɯz]     | 소녀       |
| 튀르키예어        | sığ         | [sɯː]     | 얕은       |
| 한국어            | 음식의 'ㅡ' | [ɯːmɕ͈ik̚]  | 음식       |

## 같이 보기
- Ɯ